# Yamato (Kumamoto)
Pour les articles homonymes, voir Yamato.
Yamato (山都町, Yamato-chō) est un bourg situé dans le district de Kamimashiki (préfecture de Kumamoto), au Japon.